# ゲームボーイアドバンス
ゲームボーイアドバンス（GAME BOY ADVANCE）は、任天堂が開発した携帯型ゲーム機。日本では2001年3月21日に発売された。略称は「GBA」。21世紀最初の任天堂の携帯型ゲーム機に当たる。任天堂最後の国産携帯機となった。
1989年4月21日に発売したゲームボーイから約12年ぶりの完全新型携帯ゲーム機である。前世代機の一種であるゲームボーイカラーに比べ画面の大きさは約1.5倍、色数が増加し、32ビットCPUの採用など、ゲームボーイカラーに比べて大きく性能が上がっている。また、専用ソフトに使うメインの32ビットCPUに加え、8ビットCPUも搭載されているため、ゲームボーイやゲームボーイカラーとの後方互換性もある。
2003年2月14日には、フロントライト搭載と充電式への変更、さらに折り畳み型に変わった上位モデルのゲームボーイアドバンスSPが発売された。2005年9月13日にはゲームボーイカラーとの後方互換性を削除し小型化、バックライト液晶化されたゲームボーイミクロが発売された。ちなみに、2004年に発売されたニンテンドーDSや、2006年に発売されたニンテンドーDS LiteでもGBA用ソフトが動作する。
2012年6月には本体の任天堂公式修理サポートが終了した。

## 沿革
- 1999年秋頃 - 初めてその存在が明らかとなり、任天堂は「ゲームボーイ」の次世代機となる「ゲームボーイアドバンス」を2000年8月に発売すると発表。
- 2000年8月24日 - 2001年3月21日に発売することを発表、本体予定価格9,800円[5]。
- 2001年3月21日 - 日本で発売。ファミ通の調査によると、日本での初週販売台数は61.2万台。
- 2001年6月11日 - 米国で発売。
- 2001年6月22日 - 欧州で発売。
- 2002年1月 - テウォンC.I.から韓国で発売。
- 2月1日 - 9,800円（税別）から8,800円（税別）に価格改定。
- 2003年
  - 1月7日 - 新しいゲームボーイアドバンスハード「ゲームボーイアドバンスSP」を同年2月14日に発売すると発表、メーカー希望小売価格12,500円[6]。ゲームボーイアドバンスの上位モデルに位置する。
  - 2月14日 - 新機種「ゲームボーイアドバンスSP」発売。
- 2004年
- 2004年6月8日 - 中国（神游科技での発売）・香港で発売。
  - 9月1日 - 同年9月16日からゲームボーイアドバンスSPをメーカー希望小売価格12,500円から9,800円に値下げすることを発表[7]。
  - 12月2日 - 新型ゲーム「ニンテンドーDS」が発売。新たにXYボタン、マイクを搭載。GBAの互換機能も搭載[注 3]。
- 2005年
  - 8月18日 - 小型化した「ゲームボーイミクロ」を同年9月13日に発売すると発表[8]。
  - 9月13日 - 新機種「ゲームボーイミクロ」発売。
- 2006年
  - 3月2日 - 新型ゲーム「ニンテンドーDS Lite」が発売。ニンテンドーDSの上位機種でGBAの互換機能も搭載[注 3]。
  - 日付不明 - E3において「ゲームボーイアドバンスの後継機（新型ゲームボーイ）はしばらくない」と発表。新型機種のニンテンドーDSが大ヒットとなったことを受けたもの。
- 2010年3月末 - 最終的な出荷台数は日本で1696万台、アメリカで4164万台、その他の国で2291万台、全世界累計で8151万台[1]。
- 2012年
  - 6月9日.- 「ニンテンドーDS Lite」生産が終了したことにより、GBAのロムカセットが作動する機械すべてが、生産終了することとなった。
  - 同月 - ゲームボーイアドバンスの修理サポートを終了[9]。

## 開発
当機の企画は任天堂の開発部長であり、ゲームボーイの技術的な開発も手掛けた岡田智によって立てられた。
ゲームボーイは販売価格を抑えた結果、仕様をかなり削ったため、岡田はゲームボーイを世に送り出した直後から、バージョンアップしたい（もっと高仕様の携帯ゲーム機を出したい）という気持ちがあった。しかしゲームボーイカラーを先に開発・発売することになり、岡田も次世代機の前に「まずはゲームボーイカラーを使ってもらう段階を踏むことが必要」と判断したことで、本機の開発は後回しになっていた。
テレビゲームでは新しいスペックで新しいグラフィック性能のものが続々と出続けているので、早いうちから任天堂の若い技術者の間でも新しいCPUを搭載する新しいハードウェアを作りたいという意見が多かった。しかしゲームボーイカラー発売直後も当機に関しては構想段階にとどまっており、すぐには開発には取り掛かれなかった。
互換性
ゲーム機のユーザーにとって従来のソフトが使えることは大きなメリットであり、後方互換性を保ちながら新規ハードを作成することはハードウェア技術者にとっての役割であると考えている岡田にとって、ゲームボーイと互換性を持たせることに迷いはなかった。
筐体
当初は従来のゲームボーイの縦型を踏襲することを考えていたが、液晶のサイズが従来より横長になり、筐体を縦型にするとサイズも大きくする必要があるため、液晶のサイズに合わせて横型となった。
グラフィック
当初はグラフィックをポリゴンで表現することを考えていたが、小売価格を抑えながら使用可能な部品を検討すると、同社発売の据え置き型ゲーム機であるNINTENDO64の10分の1以下の性能、つまりゲームとして成立する性能の3Dゲーム機にできそうもなかったため、2Dゲーム機として開発された。2Dとなったことで、日本に多い2Dゲームのプログラミングに長けている開発者たちが開発に参入しやすいことを当機のコンセプトにした。しかし、海外ではソフトウェアの工夫で無理やり3D空間を実装したゲームも存在する（DRIV3R，Kill.Switch，DOOM，クレイジータクシー，IRIDION 3Dなどの日本未発売の作品）。
色数
本機はスペック公表後に仕様が変更となった。当初は色数6万色だったが、諸性能が向上したのに釣り合うようにメモリを増量して欲しいという要望は強く、その要望に応えてメモリ増量をしたかわりに6万色は無理になり、32768色となった。
なお同時期に発売されていた携帯電話のように本機をさらに小型・高性能化することは技術的には可能であったが、月産数百万台が見込まれるため、大量生産可能な部品を使用しないと値段が高騰することから、制限のある中で部品を集めるのにハードウェア開発者は苦労した。

## ハードウェア

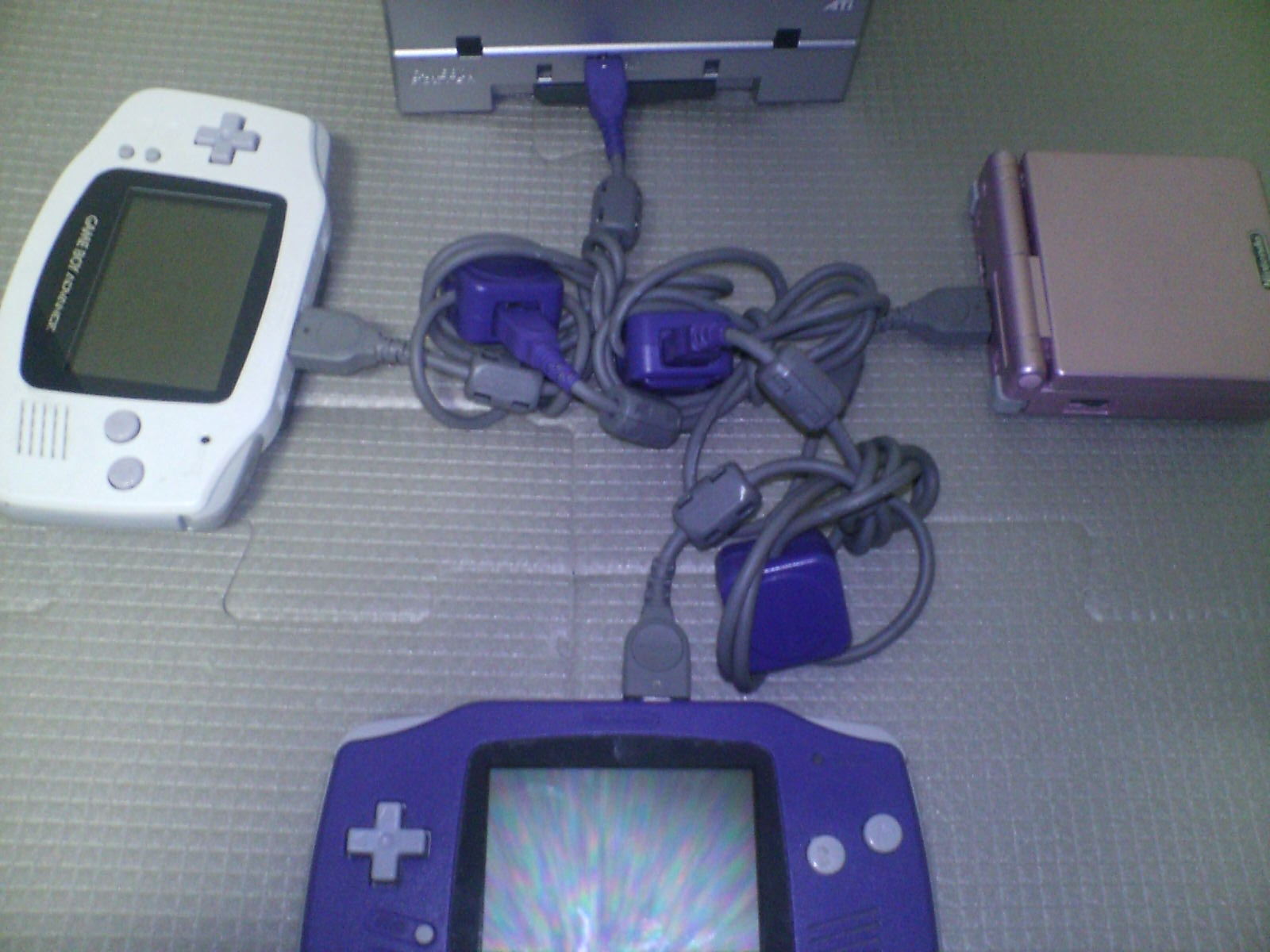
GBA2台とGBASP1台、GC1台による4人対戦接続

本機はゲームボーイやゲームボーイカラーと比較して以下の特徴を持つ。
見やすいワイド・美しいカラー画面
ゲームボーイカラーの（2.3インチの）画面の約1.5倍にあたる2.9インチ画面（そして先代は160ドット×144ライン(QCIF)であるが、本機は240ドット×160ラインである）。
反射型TFTカラー液晶を採用し、鮮やかな約32768色同時発色(15bitカラー)（ゲームボーイはモノクロ、ゲームボーイカラーは同時には56色表示(32768色から選択された56色を表示）しかできなかったが、本機は同一画面に32768色の表示が可能である。
32ビットCPU
ゲームボーイ・ゲームボーイカラーは8ビットCPUであるが、本機は32ビットCPUを搭載している。これによって、疑似3Dや半透明処理、画像の重ね合わせなどの表示能力が向上した。
従来のゲームボーイ用ソフトでも遊べる
専用ソフトだけでなく従来のゲームボーイ用ソフト、およびカラー用ソフトも起動可能である。ゲームボーイ用ソフトを起動した場合、ゲームボーイカラーと同様の配色パターン変更が可能。また、L/Rボタンで画面表示のワイドサイズか、オリジナルサイズの変更も可能。
マルチプレイが楽しめる
「アドバンス専用通信ケーブル対応」のマークが付いているカートリッジを使用しゲームボーイアドバンス専用通信ケーブルを使えば、最大4人までの通信プレイが可能である。通信マルチプレイは「1カートリッジプレイ」と「マルチカートリッジプレイ」という方法がある。
公式ページが挙げる上記4つの点に加えて、次の点も特徴として挙げられる。
LRボタン
ゲームボーイやゲームボーイカラーには無かったLRボタンが新たに追加された。
電源ランプ
電源ランプは、電池残量に応じて色が変化する。ゲームボーイアドバンスは「緑→赤」の2段階になった。ゲームボーイからゲームボーイカラーまでは赤いLED電源ランプだった。位置も従来機は画面の左側にあったが、ABボタンの右上側に変更された。
ソフトウェア・カートリッジの物理的特徴
ゲームボーイアドバンス用のカートリッジは裏面の両側に「切り欠き」があり、この切り欠きでスロット内の電気スイッチを作動させカートリッジの識別とCPUの切り替えを行っている。なお、この切り欠きとそれに関する機構は、のちにニンテンドーDSやゲームボーイミクロのスロットにゲームボーイシリーズのソフトが物理的に入らないようにするためにも用いられた。

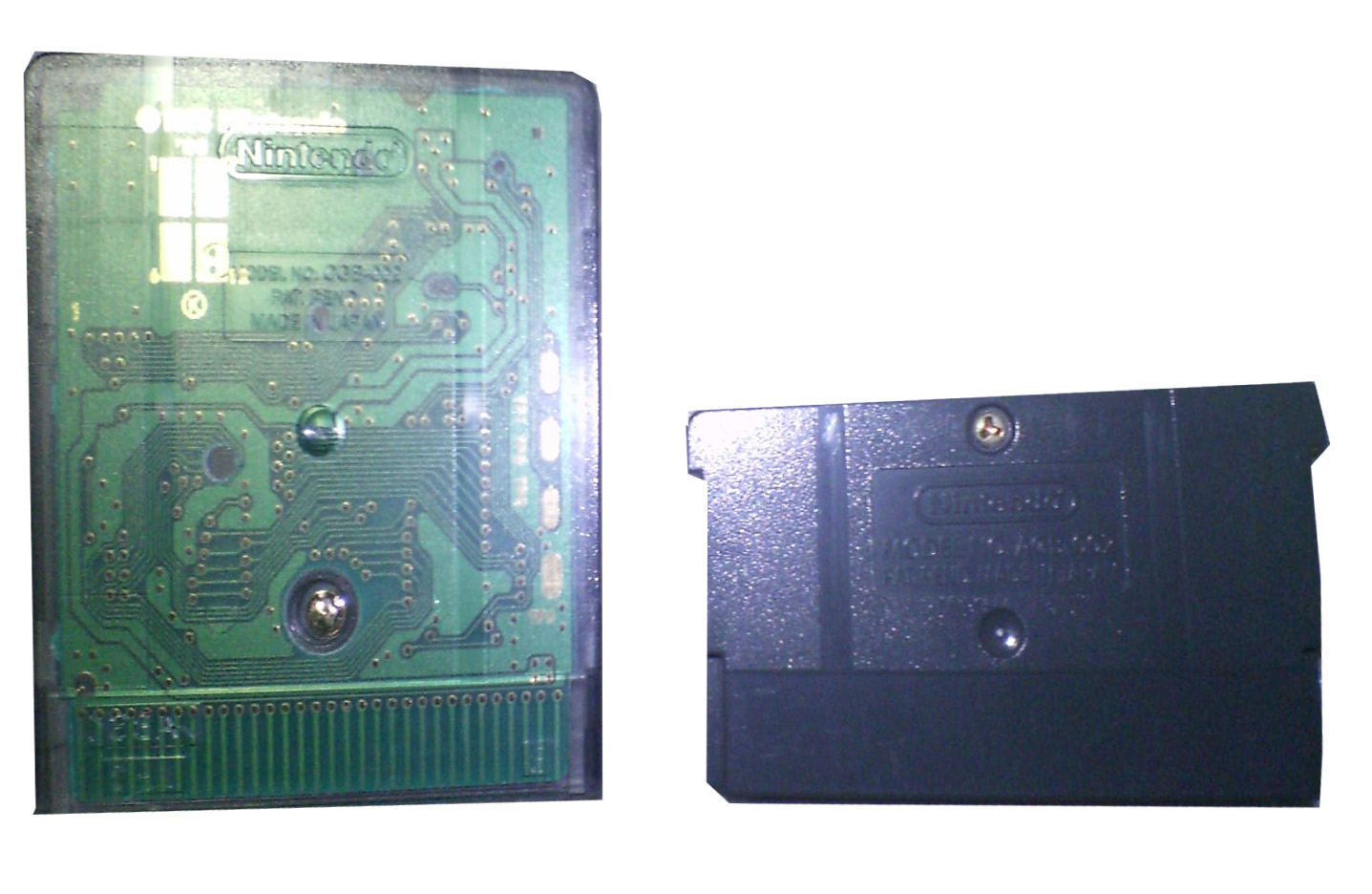
ゲームボーイカラー用とゲームボーイアドバンス用のカートリッジの裏面。アドバンス用のカートリッジには裏面に切り欠きがある。
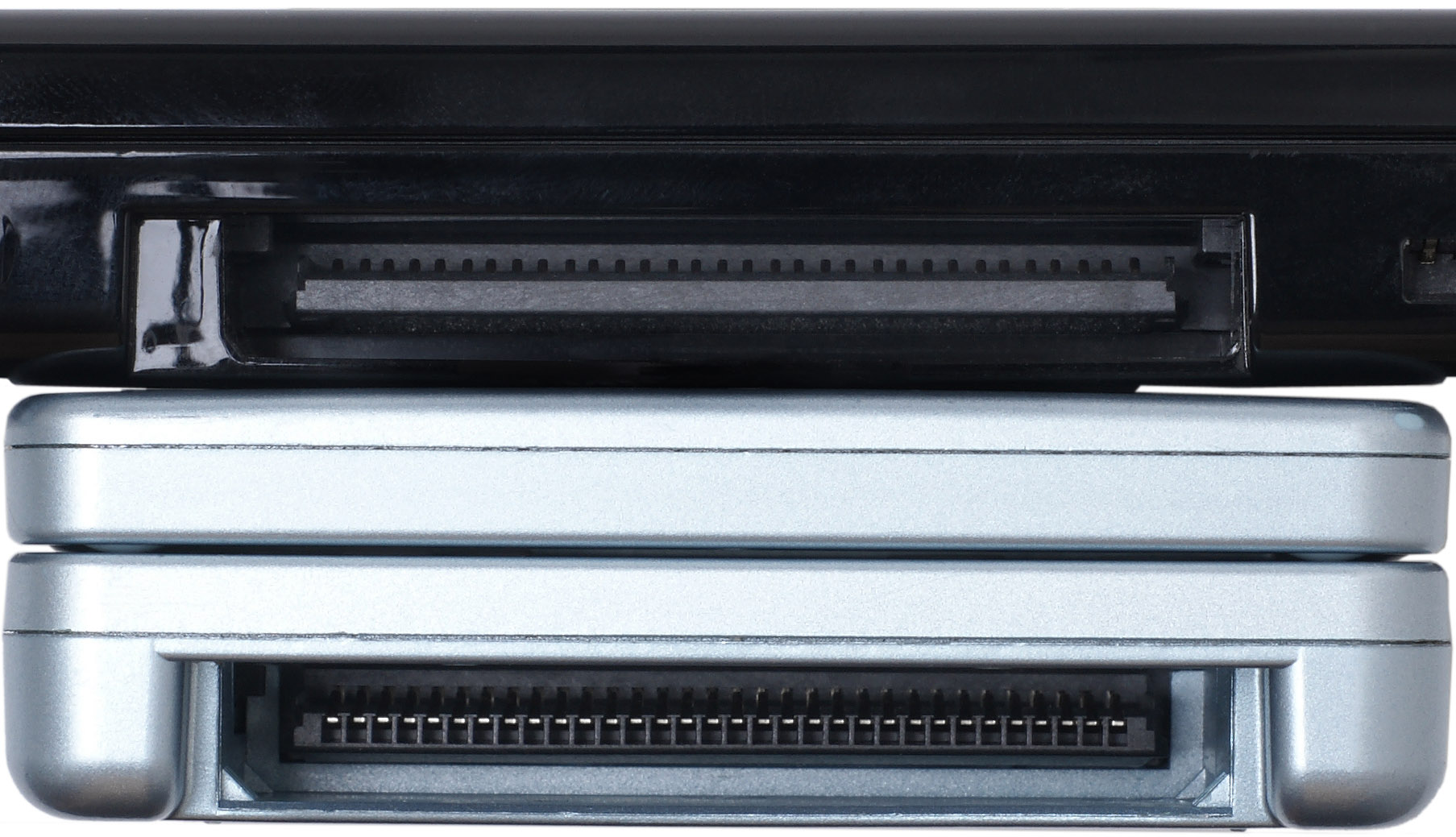
ゲームボーイアドバンスとニンテンドーDSのスロット比較

### 本体仕様
- CPU：32ビットRISC-CPU + 8ビットCISC-CPU[14]。具体的には32ビットのARM7TDMI（16.78MHz）と8ビットのカスタムZ80（4.2/8.4MHz）のデュアル構成[15]。動作モードによる排他使用。
- RAM：32kバイト（CPU内部メモリ）
- WRAM：256kバイト（CPU外部メモリ）
- VRAM：96kバイト（CPU内部メモリ）
- 画面サイズ :40.8mm × 61.2mm[14]
- 表示画素数：240×160ドット[15][注 4]
- 表示色数：3万2,768色
- LCD : 2.9インチ反射型TFTカラー液晶[14][注 5]。
- サウンド：アナログ（パルス波2ch+波形メモリ1ch+ノイズ1chの音源、従来機と同様）＋デジタル（PCM（ PWM・ソフトウェアPCM多チャンネル合成） ） ）2ch
- サウンド出力：スピーカー（モノラル）、ヘッドホン端子（ステレオ）
- ボタン : 十字キー、A・Bの2ボタン、セレクトボタン、スタートボタン。新たにLRボタンを追加。
- 通信機能：ゲームボーイアドバンス専用通信ケーブルによる4人までのマルチプレイが可能[14]。
- 寸法：82mm×144.5mm×24.5mm
- 使用電源 : 単3アルカリ乾電池もしくは専用バッテリーパック[14]。単3アルカリ乾電池2本では約15時間[14]、専用バッテリーパック（AGB-003）では約10時間稼動可能[注 6]。
- 消費電力 : 約 0.6 W[14]

なお本体は製造された年により中国製と日本製のものがあり、内部のコンデンサ、コイル、チップなども異なる。

## 機種

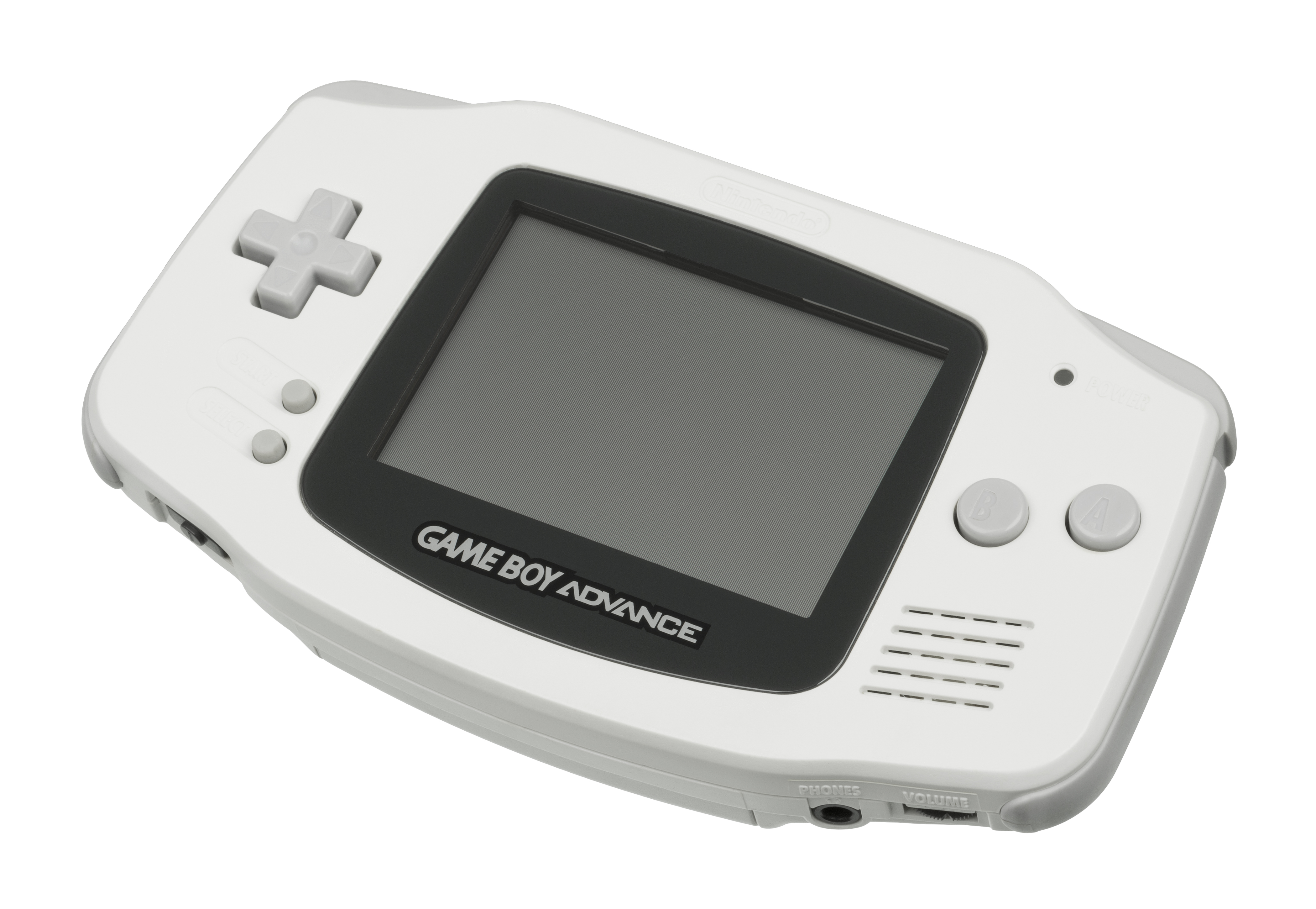
ホワイトのGBA、
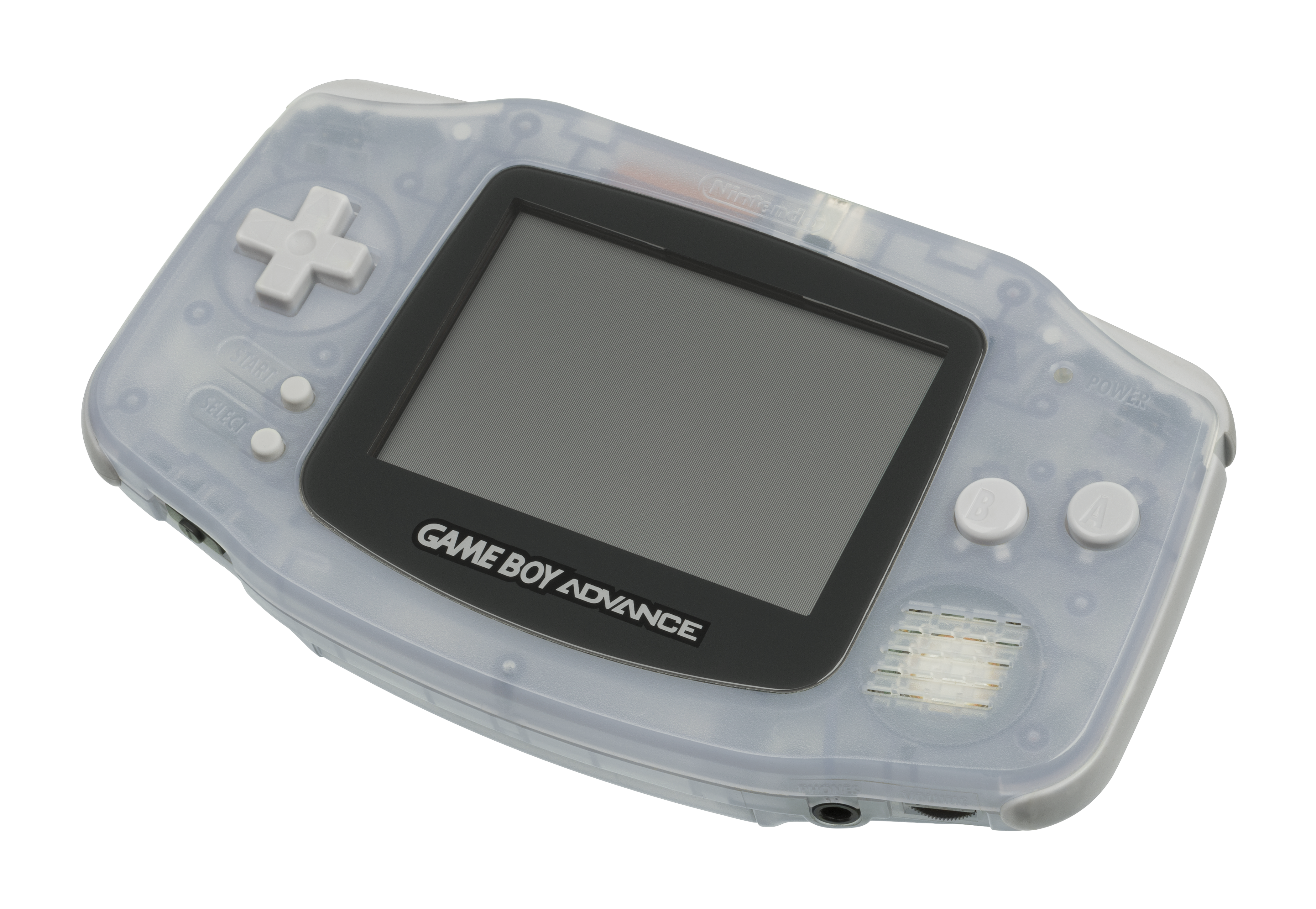
ミルキーブルーのGBA
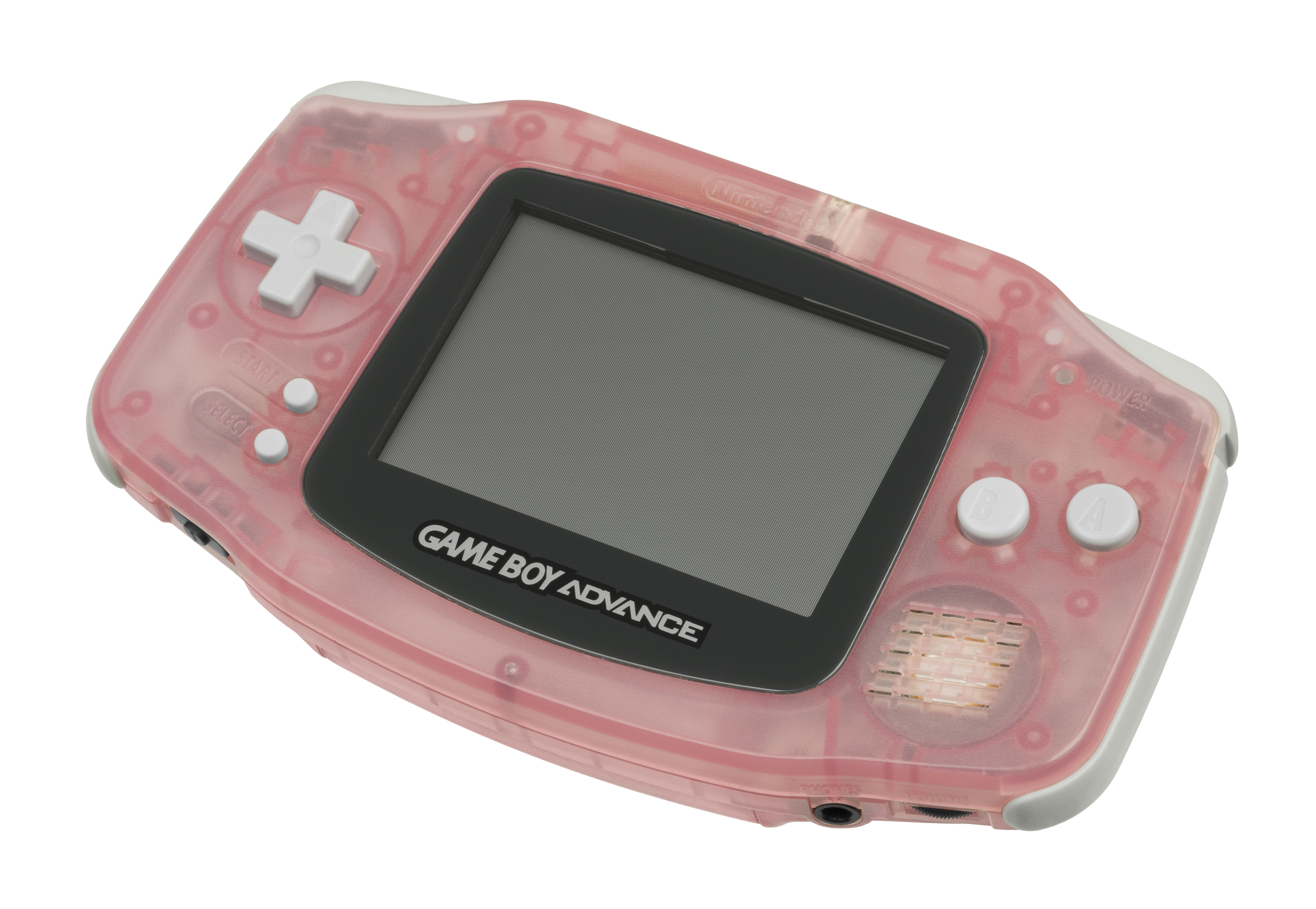
ミルキーピンクGBA
ブラックのGBA

2001年3月21日発売時の本体カラーは3種類、型番はAGB-001。

### カラーバリエーション
- バイオレット（2001年3月21日 - ）[4]
- ホワイト（2001年3月21日 - ）[4]
- ミルキーブルー（2001年3月21日 - ）[4]
- ミルキーピンク（2001年4月27日 - ）[4]
- オレンジ（2001年12月14日 - ）[4]
- ブラック（2001年12月14日 - ）[4]
- ゴールド（2002年9月27日 - ）[4]
- シルバー（2002年9月27日 - ）[4]

### 限定モデル
限定モデルには液晶画面下部の「GAMEBOY ADVANCE」ロゴの左右にワンポイントをあつらえたものがある。
ポケモンセンターオリジナルモデル
スイクンブルー（2001年3月21日 - ）
セレビィグリーン（2001年7月21日 - ）
ポケモンセンターNYバージョン（2001年11月16日 - ）
ラティアス・ラティオスバージョン（2002年7月5日 - ）
イトーヨーカドー限定モデル
ジャイアンツバージョン（2001年10月3日 - ）
ジャスコ限定モデル
マリオBros.バージョン（2001年11月29日 - ）
TSUTAYA限定モデル
シルバー（2001年12月1日 - ）
トイザらス限定モデル
ミッドナイトブルー（2001年10月4日 - ）
ダイエー限定モデル
クリアオレンジ&クリアブラック（2001年9月29日 - ）
ゲームソフト同梱限定モデル
リフレクトピンク（ハローキティコレクション ミラクルファッションメーカー）（2001年10月19日 - ）
ロックマンカスタムセット（同梱・バトルネットワーク ロックマンエグゼ2）（2001年12月14日 - ）
KOF仕様クリアブラック（THE KING OF FIGHTERS EX NEO BLOOD）（2002年1月1日 - ）
chobits仕様クリアブルー（ちょびっツ for Gameboy Advance アタシだけのヒト）（2002年9月27日 - ）
日本国外限定モデル
Limited Edition プラチナ
TARGET Exclusive レッド

## 派生機種

#### ゲームボーイアドバンスSP
2003年2月14日発売。型番はAGS-001。
ゲームボーイアドバンスの上位機種にあたり、折り畳み型でフロントライト付き反射式液晶ディスプレイを搭載された。

#### ゲームボーイアドバンスSP バックライトモデル
日本未発売。型番はAGS-101。
ゲームボーイアドバンスSPにバックライトが搭載されたモデル。

#### ゲームボーイミクロ
2005年9月13日発売。型番はOXY-001。ゲームボーイアドバンスに比べて小型化・軽量化され、バックライト付き液晶が搭載された。ゲームボーイアドバンス専用ソフトのみ対応。

## 互換ハード

#### ニンテンドーDS
2004年12月2日に発売された、ゲームボーイアドバンスの後継機種。型番はNTR-001。ゲームボーイアドバンス専用ソフトに対応。

#### ニンテンドーDS Lite
2006年3月2日に発売されたニンテンドーDSの上位機種。型番はUSG-001。ゲームボーイアドバンス専用ソフトに対応。

## 周辺機器
| 型番    | 名称                                         | 価格    | 備考 |
| ------- | -------------------------------------------- | ------- | --- |
| AGB-002 | ゲームボーイアドバンス専用カートリッジ       |         | カートリッジのみの販売はない。容量は最大256メガビット（32メガバイト）。 |
| AGB-003 | バッテリーパック                             | 3,500円 | セットで販売、バッテリーパックはニンテンドーゲームキューブのウェーブバードにも対応。エネループなどのニッケル水素電池やニカド電池は社外品という扱いであるため、使用しないようにと説明書に記述がある。 |
| AGB-004 | チャージャ                                   | 3,500円 | セットで販売、バッテリーパックはニンテンドーゲームキューブのウェーブバードにも対応。エネループなどのニッケル水素電池やニカド電池は社外品という扱いであるため、使用しないようにと説明書に記述がある。 |
| AGB-005 | 通信ケーブル                                 | 1,400円 | GBAソフトを通信プレイする際に使用。詳細はこちらを参照。 |
| AGB-006 | 赤外線通信アダプタ                           | 9,980円 | 『サイバードライブゾイド 機獣の戦士ヒュウ』に同梱。 ゲームボーイアドバンス専用ワイヤレスアダプタ（AGB-015）とは異なる。                                                                              |
| AGB-007 | バッテリーケース                             |         | バッテリーパックとセット |
| AGB-008 | 電源接続ユニット                             | 1,500円 | セットで販売 |
| AGB-009 | ACアダプタ                                   | 1,500円 | セットで販売 |
| AGB-010 | カードeリーダー                              | 5,800円 | カードeを読み込むための機器。上位規格のカードe+には非対応。 |
| AGB-013 | 動きセンサーカートリッジ                     |         | 『ヨッシーの万有引力』などに使用。 |
| AGB-013 | 太陽センサーカートリッジ                     | 4,980円 | 『ボクらの太陽シリーズ』に使用。 |
| AGB-014 | カードeリーダー+                             | 4,800円 | AGB-010の上位機種。ゲームボーイアドバンスやゲームキューブとの通信機能やセーブ機能が追加された。 ゲームボーイアドバンスSP本体で使用する際は保護カバー（AGB-016）を装着する。                          |
| AGB-015 | ゲームボーイアドバンス専用ワイヤレスアダプタ | 2,000円 | 無線通信により通信ケーブル無しでの通信プレイが可能。 対応ソフトで通信ケーブルの代用としても使用できる。                                                                                              |
| AGB-016 | 6pin保護カバー                               |         | ゲームボーイアドバンスSPでカードeリーダー+を使用する際に使用。 |
| AGB-019 | 回転センサーカートリッジ                     | 4,800円 | 『まわるメイドインワリオ』に使用。 |
| AGB-021 | 振動カートリッジ                             | 3,800円 | 『スクリューブレイカー 轟振どりるれろ』に使用。 |
| AGB-023 | GBAクリーナー                                | 1,000円 | GBA端子をクリーニングする道具。 「ニンテンドーDSシリーズ専用 クリーナーセット」に同梱。 |
| CGB-003 | ゲームボーイシリーズ専用通信ケーブル         |         | GBソフト及びGBC対応・専用ソフトを通信プレイする際に使用。詳細はこちらを参照。 「ゲームボーイポケット専用通信ケーブル」（MGB-008B）もこれと同じ働きをする。                                           |
| CGB-005 | モバイルアダプタGB                           | 3,800円 | ゲームボーイカラー用周辺機器だが本機にも対応。 |
| DOL-011 | GBAケーブル                                  |         | ニンテンドー ゲームキューブとの接続および連動させるために使用。ニンテンドーゲームキューブ用コントローラとして機能させることも可能。                                                                  |
| MGB-004 | ゲームボーイシリーズ専用変換コネクタ         |         | ゲームボーイポケット用の周辺機器。ゲームボーイと通信プレイするために使用。 GBA→「ゲームボーイシリーズ専用変換コネクタ」→「ゲームボーイ専用通信ケーブル（DMG-04A）」→ゲームボーイへと連結させる。     |
| OXY-009 | ゲームボーイミクロ専用変換コネクタ           |         | ゲームボーイミクロと通信プレイするために使用。 GBA→「ゲームボーイミクロ専用変換コネクタ」→「ゲームボーイミクロ専用通信ケーブル（OXY-008）」→ゲームボーイミクロへと連結させる。                       |

ライセンス商品
アドバンスムービー（AM3）
GBA本体で動画、漫画、音楽を再生できる。
ミュージックプレイヤーMP3（ケムコ）
GBA本体で音楽の録音、再生ができる。
プレイやん（任天堂）
GBASP、GBAミクロ、ニンテンドーDS本体で動画、音楽の再生ができる。
カムフォアドバンス（デジタルアクト）
GBA、GBASP本体をテレビ電話として使うカートリッジ。(一般アナログ回線用となり、ADSL・ISDN・光通信等の高速ブロードバンドには対応していない。)
バトルチップゲート（タカラ）
プログレスチップゲート（タカラ）
ビーストリンクゲート（タカラ）
ロックマンエグゼシリーズで使用できるカードリーダー。それぞれ4、5、6に対応している。

## ソフトウェア
ローンチタイトルは任天堂からは『スーパーマリオアドバンス』や『F-ZERO FOR GAMEBOY ADVANCE』など4タイトル、他社からは「悪魔城ドラキュラ Circle of the Moon」や「ミスタードリラー2」など26タイトルが発売された。
ハードのスペックの向上により、スーパーファミコンのソフトが多数移植・発売されており、スーパーマリオアドバンスシリーズ、スーパードンキーコングシリーズなどが展開された。
日本国内においては発売タイトル数のピークは本体発売翌年の2002年で、2006年以降発売のGBAソフトは、DS発売前より開発が進められていたものや他機種よりの移植作品が大半だった。2006年4月20日に発売され40万本を販売した『MOTHER3』が最後のヒット作となり、同年8月3日発売の『リズム天国』がGBA最後の任天堂ソフト、2006年11月30日発売の『ファイナルファンタジーVIアドバンス』（スクウェア・エニックス）がGBA最後のソフトとなった。13年に渡ってソフトが発売されたゲームボーイと比較すると短命に終わった。一方、日本国外ではその後もソフトが発売された。
2004年にニンテンドーDS発売以降は、GBA互換機能があるため、GBAソフトを販売する際に「ニンテンドーDSでも遊べます」ということを強調して宣伝されることがあった。

## 互換性
本機はゲームボーイおよびゲームボーイカラーとは高い互換性を持っている。ゲームボーイカラーの赤外線通信対応ソフトも、基本的には通常通りのプレイが可能である。ただし『ちっちゃいエイリアン』および『ぞくぞくヒーローズ』は赤外線通信のない本機では遊ぶことができない。またゲームによっては正常に起動しなかったり、画面が暗く感じることもある。
ゲームボーイ・ゲームボーイカラー用ソフトで通信機能を使う場合、通信ケーブルは旧型のものを用意する必要がある。
ゲームボーイ・ゲームボーイカラー用ソフト使用時に、LおよびRボタンによる画面サイズの変更（画像を横に引き伸ばす）機能が追加されている。

## CM
ゴールド＆シルバー
叶姉妹の叶恭子が「ゴージャスなゴールド」を勧め、叶美香が「シックなシルバー」を勧めると、成人男性が「どっちも欲しい」と懇願するものだった。

## 復刻版
バーチャルコンソール

2011年8月からのニンテンドー3DS アンバサダー・プログラムでの無料配布、2013年からはWii Uでも、かつて発売された一部のゲームボーイアドバンス用ソフトをダウンロード購入し、遊ぶことができる。
ゲームボーイアドバンス Nintendo Switch Online

Nintendo Switchではオンラインサービス「Nintendo Switch Online+追加パック」にて、2023年2月9日より専用ソフト『ゲームボーイアドバンス Nintendo Switch Online』がオンラインサービスの加入者向けにダウンロード可能となっている。ゲームボーイアドバンス用ソフトが収録（サービス開始時は6本で順次追加）されている。

## 同人活動
非公式ながらも、通信ポートを利用してPCと接続するケーブルや、これを利用したソフト開発ツールが存在しており、これらを利用した個人制作のプログラムや同人ゲームの開発も行われている。また「UNIX USER」誌ではgccを利用したGBAアプリケーションの開発方法についての短期連載が行われ、2003年に『Linuxから目覚めるぼくらのゲームボーイ！』（西田亙、ソフトバンククリエイティブ、ISBN 978-4797325645）として書籍化された。これは汎用的なCPUであるARMアーキテクチャを採用したことや、実装上有用な命令を本体側に実装してあることが一般人による開発の一助となった。

## その他
- 2022年ごろからレトロゲームの中古価格は全般的に上昇し、その中でも一部のゲームボーイアドバンスには高値が付くことがある。ゲームボーイアドバンス（SP含む）は全世界で約8千万台を売り上げた同世代のトップハードではあるものの、国内で販売されたゲームボーイアドバンス（SP除く）は1千万台にも満たない。このため2023年現在、中古市場では通常レベルの中古品の価格は落ち着いてはいるものの、新古品や限定品にプレミアム価格が付き高値で取引される事例が散見された[30]。

## 評価
フリーライターの本地健太郎は4Gamer.netへの寄稿で、ゲームボーイアドバンスは当時「スーパーファミコンが携帯ゲーム機になった」というくらいのインパクトを受けたと語りつつ、NINTENDO 64をはじめとする家庭用ゲーム機が3DCGの方向で進む中、スーパーファミコン時代のドット絵の愛好家にとって「2D最後の砦」のような雰囲気があり、それが愛されている要因の一つではないかと評している。